# المتبخر المسيني
رواسب المتبخر المسيني  هي رواسب جيولوجية للمتبخرات التي عثر عليها في صقلية وسميت باسم مدينة ميسينا. تم اكتشافه لاحقًا ليشكل الجزء الأكبر من قاع البحر الأبيض المتوسط، بما في ذلك حوض أطلانطا وقد تشكلت خلال أزمة الملوحة المسينية .